# Madramany (apellido)
Madramany es un apellido toponímico español que procede del nombre de la localidad de Madremaña, en la provincia de Gerona: Madremanya. El nombre de Madremanya, tiene su origen, etimológicamente de la divinidad Mater Magna, la Gran Madre.

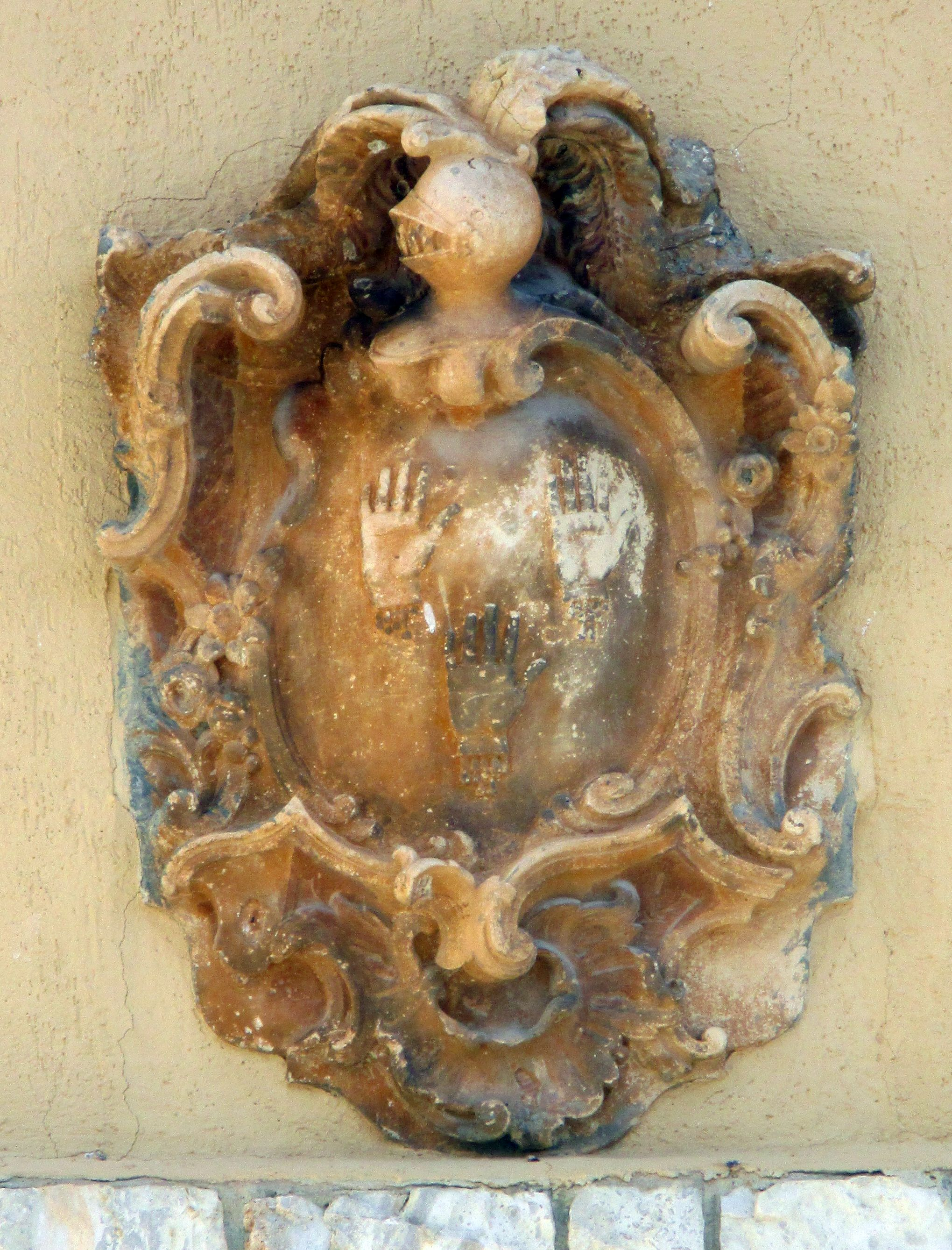
Montesa - Escut dels Madramany

## Origen del apellido Madramany
Los primeros pobladores con este toponimio, aparecen en la localidad de La Alcudia, Ribera Alta de la provincia de Valencia. Sus nombres aparecen en la Carta Puebla de L'Alcudia concedida por el Rey Jaime I, tras la conquista de Valencia. Le fue otorgada, lo que antiguamente era una alquería con el nombre de L'Alcudia, al décimo quinto Gran maestre de la Orden del Temple durante los años 1219-1232, Pedro de Montaigú. Para poblar la nueva alquería, Pedro de Montaigú, hizo venir de diferentes lugares de la Corona de Aragón a  un nutrido grupo de personas. Entre ellos se encontraban Jacobus de Madremagna, Salvador de Madremagna y G. de Madremagna.

## Población en España con el apellido Madramany
Según datos del INE,  el apellido Madramany lo poseen como primer apellido en España 119 personas y de segundo 111 personas. Como primer apellido un 0,04 ‰ en la provincia de Valencia y un 0,001 ‰ en la Comunidad de Madrid. Como segundo apellido un 0,04 ‰ en la provincia de Valencia y un 0,001‰ en Barcelona. Aunque el apellido Madramany comenzó a utilizarse en L'Alcudia, se ha ido distribuyendo por la Comunidad Valenciana. 

## Madramany en Torrente
Otra población donde ha arraigado el apellido es en la ciudad de Torrente en la Comarca de l'Horta. Se desconoce cómo llegó el apellido Madramany a la ciudad, pero son muchos los habitantes que lo llevan. Uno de los primeros habitantes de los que se tiene noticia con este apellido es Blas Madramany Silla, víctima de la represión republicana en la Comunidad Valenciana durante la Guerra civil española, nacido en 1875.

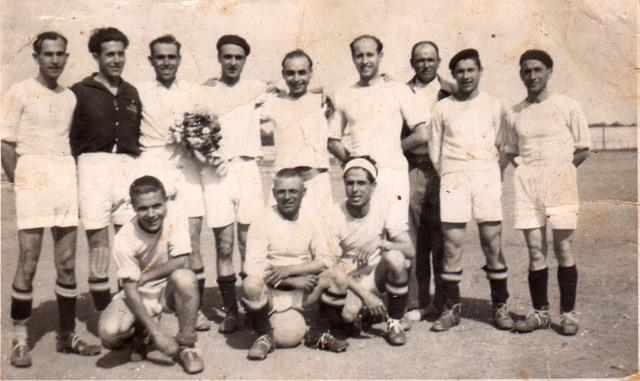

Vicente Madramany Carratalá. Torrente (1904-1954) Utilero del Torrent CF en sus inicios.
Pascual Madramany. Torrente. Jugador de fútbol en el Torrent CF
Francisco García Madramany. (1957) (páginas 31 y 32) Torrent. Cinturón negro de Aikido. 
Francisca Gallego Madramany (Torrente, 1965). Política. Integrante de la Candidatura n.º 3 de la localidad de Sarriá de Ter, Boletín oficial de la Provincia de Gerona n.º 77 de 20/04/2011, página 159 en las Elecciones Municipales de 2011 y de la Candidatura n.º 2 de la localidad de Azpeitia, Boletín Oficial de Guipúzcoa n.º 78, página 5, en las Elecciones Municipales de 2015.

## Escudo de armas de los Madramany de L'Alcudia
En la población de Montesa, comarca de La Costera, aparece en una fachada el escudo de los Madramany procedentes de L’Alcudia. Este escudo está considerado como Bien de Interés Cultural de la Comunidad Valenciana.

## Personajes Ilustres con el apellido Madramany
Mariano Madramany Calatayud.  L'Alcudia (1746-1822)
Vicent Madramany, mecenas. L'Alcudia (1946-2018) 
Rvdo. D. José Chover Madramamany, sacerdote de L'Alcudia en proceso de Beatificación. (1899-1936) 
Mariano Madramany Ferrer. (Castellón, 1843-1893)
Alejandro Bataller Madramany. Abobado y Cronista de La Nucia y Pobla del Duc. Albaida (1910-2003)
Joan Baptista Madramany i Carbonell. L'Alcudia (1738-1802) Traductor.

## Obras de Mariano Madramany y Calatayud
Mariano Madramany y Calatayud. Escribió, entre otros, un libro titulado "Tratado de la Nobleza de la Corona de Aragón, especialmente del Reyno de Valencia comparada con la de Castilla" Los estudiosos de esta obra la denominan "el Madramany", en honor a su autor y lo extenso de la obra.
Otras obras de Mariano Madramany y Calatayud
Apéndice y colección de los documentos y notas pertenecientes al tratado de la nobleza de la Corona de Aragón: especialmente del Reyno de Valencia, comparada con la de Castilla, para ilustración de la Real Cedula del Señor Don Luis I de 14 de agosto de 1724.
Discurso sobre la segunda cosecha de seda, sus ventajas, sus inconvenientes y las precauciones que podrían tal vez evitarlos.
Oración en defensa de los gatos, contra la que a favor de los ratones publicó D. Damian Maron y Rama.
Oración en que se prueba, convence y persuade, que es menor mal sufrir ratones, que tener gatos en nuestras casas.
Tratado de la elocución o Del perfecto lenguaje y buen estilo respecto al castellano.
Tratado de la nobleza de la Corona de Aragón: especialmente del reyno de Valencia, comparada con la de Castilla, para ilustración de la Real Cédula del Señor Don Luis I de 14 de agosto de 1724.
Ventajas de la nobleza adquirida por el mérito personal sobre la heredada...
Disertación, o Carta satisfactoria en respuesta de la publicada por D. Damian Maron y Rama, persuadiendo, que es menor mal sufrir Ratones, que tener Gatos, convencese todo lo contrario...
Discurso sobre la segunda cosecha de seda, sus ventajas, sus inconvenientes y las precauciones que podrían tal vez evitarlos.